# Шварц, Элек
Элек Шварц (нем. Elek Schwartz, в документах Александру (рум. Alexandru); 23 октября 1908, Тимишоара — 2 октября 2000, Хагенау) — румынский футболист еврейского происхождения, левый защитник. Начал карьеру в Румынии, затем выступал во Франции, где получил французское гражданство и стал работать тренером.

## Карьера

### Игровая карьера
Элек Шварц начал свою карьеру в клубе «Атлетик» из родного города Тимишоара, откуда он перешёл в еврейскую команду «Кадима». В те годы футбол в Румынии не был профессиональным, а потому многие румынские футболисты уезжали в Европу, где футбол уже стал профессиональным. Так поступил и Шварц, уехавший во Францию, и оставшийся там после турне по этой стране с «Рипенсией». Он заключил контракт с клубом французской Лиги 1 «Йером», за который выступал 2 года, затем Шварц играл за «Канн», Страсбур, с которым он дошёл до финала кубка Франции, и парижский «Ред Стар», которому помог занять первое место во втором французском дивизионе и выйти в Лигу 1. Дальнейшей игре Шварца в «Ред Старе» помешала Вторая мировая война, вспыхнувшая на европейском континенте.

### Сборная Румынии
В национальной сборной Румынии Шварц дебютировал 12 июня 1932 года, где румыны встречались со сборной Франции, тот матч, завершившийся победой Румынии со счетом 6:3, стал «билетом» во Францию для Шварца, блестяще проявившего себя в национальной команде. Хотя в клубах Шварц играл на позиции левого защитника, в сборной он был крайним форвардом. Всего же за сборную Шварц провёл 10 матчей и забил 8 мячей.

### Статистика
| Клуб               | Сезон     | Чемпионат | Чемпионат | Чемпионат | Сборная | Сборная |
| Клуб               | Сезон     | Лига      | Игры      | Голы      | Игры    | Голы    |
| ------------------ | --------- | --------- | --------- | --------- | ------- | ------- |
| Рипенсия Тимишоара | 1931—1932 | Румыния   |           |           | 3       | 3       |
| Йер                | 1932—1933 | Лига 1    | 18        | 0         | 1       | 0       |
| Йер                | 1933—1934 | Лига 2    |           |           | 1       | 1       |
| Канн               | 1934—1935 | Лига 1    | 25        | 0         | 1       | 0       |
| Канн               | 1935—1936 | Лига 1    | 28        | 0         | 3       | 4       |
| Страсбур           | 1936—1937 | Лига 1    | 29        | 0         | 0       | 0       |
| Страсбур           | 1937—1938 | Лига 1    | 28        | 0         | 1       | 0       |
| Ред Стар (Париж)   | 1938—1939 | Лига 2    |           |           | 0       | 0       |

### Тренерская карьера
Почти сразу после войны, Шварц начал тренировать. Тренерскую карьеру он начал в своей бывшей команде «Канне», затем он тренировал «Монако» на протяжении 2-х лет, а потом «Гавр».
В 1953 году Шварц уехал в ФРГ, чтобы возглавить «Хамборн 07», выступавший во втором немецком дивизионе, уже на втором сезон в новом клубе Шварц вывел «Хамборн» в высший дивизион чемпионата Западной Германии. Успехи на тренерском мостике «Хамборна» обратили на Шварца внимание клуба «Рот-Вейсс» из Эссена, ставшего чемпионом Германии в прошедшем чемпионате, румынский специалист не смог повторить успех своего предшественника и клуб последовательно занял 4-е и 8-е места в чемпионате, в результате чего Шварц был уволен.
В 1957 году Шварц возглавил национальную сборную Нидерландов. В то время сборная комплектовалась преимущественно из футболистов амстердамского «Аякса». Шварц возглавлял «оранжевых» на протяжении 7 лет (с 11 сентября 1957 года по 30 июня 1964 года), за которые команда провела 49 матчей (рекорд, не побитый до сих пор), из которых 19 выиграла, 12 свела вничью и 18 проиграла. Самым чувствительным поражением стала игра с командой ФРГ, в которой нидерландцы были разбиты 0:7. Любопытно, что через несколько месяцев после увольнения Шварца в сборную Нидерландов пришёл Йохан Кройф, после чего игра команды буквально «заблистала».

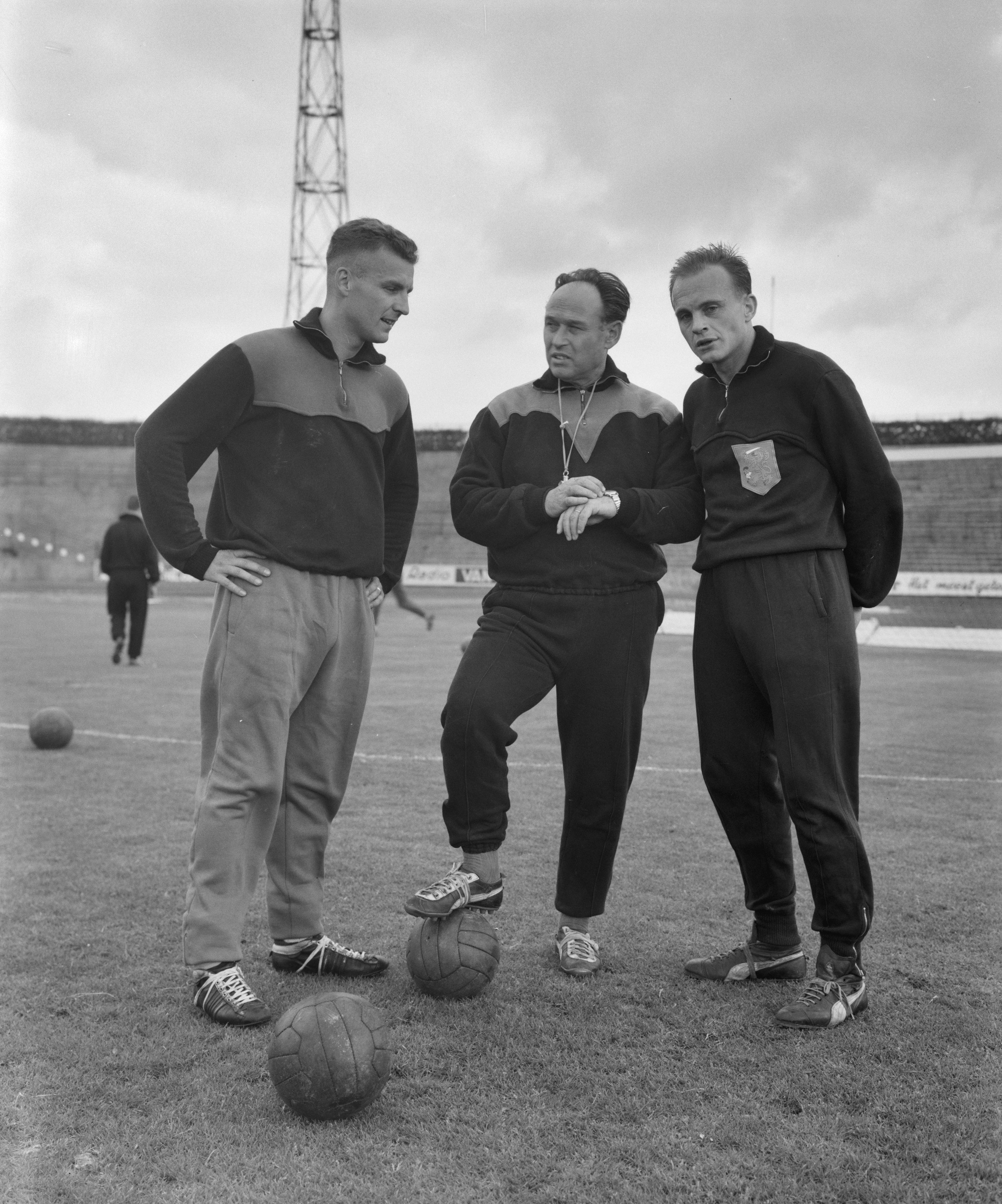
Шварц в мае 1961 года вместе с де Конингом и Аудерландом

После Нидерландов Шварц уехал в Португалию где встал у «штурвала» «Бенфики», где играл легендарный Эйсебио, Шварц привел лиссабонский клуб к завоеванию золотых медалей чемпионата и даже довёл клуб до финала Кубка европейских чемпионов, где португальская команда проиграла «Милану» со счётом 0:1.
Из Португалии Шварц вернулся в Германию, где 3 сезона руководил «Айнтрахтом» из города Франкфурт-на-Майне. Там он вводил новую схему игры 4-2-4, но клуб, лишённый «звёзд», не поднялся выше 4-го места и полуфинала Кубка Ярмарок, в котором, выиграв первый матч со счетом 3:0 у «загребского Динамо», второй проиграл со счётом 0:4.
В 1969 году Шварц возглавил «Порту», но сезон был удручающим для румынского тренера, клуб вылетел в первом раунде Кубка Португалии и втором раунде Кубка Ярмарок, а в чемпионате занял лишь 9-е место. Затем Шварц тренировал голландский клуб «Спарта» из Роттердама, но также неудачно. В 1972 году Шварц возглавил клуб «Мюнхен 1860», который вылетел из Бундеслиги, но помочь вернуться клубу в высший футбольный немецкий свет румын не смог.
После увольнения из рядов 1860-х Шварц ушёл из футбола и поселился в своём доме в Хагенау. В 1976 году бывший клуб Шварца, «Страсбур», вылетел из Лиги 1 во второй французский дивизион, руководство клуба обратилось к румыну с просьбой возглавить команду. Шварц возглавил клуб, пообещав выйти в высший дивизион, и сдержал обещание, «Страсбур» вернулся в первую французскую лигу. Но продолжать руководить румын не захотел и ушёл с поста тренера команды.
После «Страсбура» Шварц ещё один сезон тренировал команду из своего города «Хагенау», игравшую в одной из низших лиг. А затем окончательно ушёл из футбола.
Но хотя Шварц ушёл из футбола, его не забывали, в частности, он был почётным гостем на открытии домашнего стадиона «Аякса» «Амстердам АренА». Александер Шварц скончался 2 октября 2000 года в Хагенау.

## Достижения

### Как игрок
- Финалист Кубка Франции: 1937

### Как тренер
- Финалист Кубка европейских чемпионов: 1965
- Чемпион Португалии: 1965